# 宣陵駅
宣陵駅（ソンルンえき）は、大韓民国ソウル特別市江南区三成洞にあるソウル交通公社と韓国鉄道公社 (KORAIL) の駅。

## 利用可能な鉄道路線
ソウル交通公社
 2号線 - 駅番号は (220)
韓国鉄道公社
 盆唐線 - 駅番号は (K215)

## 駅構造

### ソウル交通公社
相対式ホーム2面2線を有する地下駅で、フルスクリーンタイプのホームドアが設置されている。盆唐線との乗換はホーム中程にある下りエスカレーターを利用すれば良いが、ホーム1面につきエスカレーターが2つあり、駅三寄りが往十里方面ホーム、三成寄りが水原方面ホームに繋がっている。
改札口は2ヶ所あるが、いずれも内回り・外回りホーム別々に設置されており、改札内でのホーム間移動は盆唐線のりばを経由する必要がある。化粧室は改札外にある。
エレベーター完備。出入口は盆唐線と共用で1番から10番までの計10ヶ所ある。

#### のりば
※案内上ののりば番号は設定されていない。
| 内回り | 2号線 | 江南・教大・舎堂・ソウル大入口方面 |
| 外回り | 2号線 | 蚕室・建大入口・聖水・往十里方面   |

### 韓国鉄道公社
相対式ホーム2面2線を有する地下駅で、フルスクリーンタイプのホームドアが設置されている。ホーム北寄り（宣靖陵側）に改札階方面の階段3ヶ所、ホーム中程に2号線内回りホームへの連絡通路、ホーム南寄り（ハンティ側）に2号線外回りホームへの連絡通路がある。
改札口は地下1階に1ヶ所ある。地下1階から下り、地下2階で上下線ホームへの行先が分かれ、ホームは地下3階にある。化粧室は改札外にある。
エレベーター完備。出入口は2号線と共用で1番から10番までの計10ヶ所ある。

#### のりば
※案内上ののりば番号は設定されていない。
| 上り | 盆唐線 | 宣靖陵・ソウルの森・往十里方面 |
| 下り | 盆唐線 | 道谷・竹田・網浦・水原方面     |

## 利用状況
近年の一日平均利用人員推移は下記のとおり。
| 路線   | 路線     | 2000年  | 2001年  | 2002年  | 2003年  | 2004年  | 2005年  | 2006年  | 2007年  | 2008年  | 2009年  | 出典  |
| ------ | -------- | ------- | ------- | ------- | ------- | ------- | ------- | ------- | ------- | ------- | ------- | ----- |
| 2号線  | 乗車人員 | 50,652  | 48,137  | 49,234  | 49,962  | 52,910  | 56,091  | 58,536  | 60,186  | 63,085  | 62,075  | [ 4 ] |
| 2号線  | 降車人員 | 53,286  | 50,296  | 50,859  | 50,510  | 51,505  | 54,034  | 56,046  | 57,692  | 60,535  | 59,467  | [ 4 ] |
| 2号線  | 乗降人員 | 103,938 | 98,433  | 100,093 | 100,472 | 104,415 | 110,125 | 114,583 | 117,878 | 123,620 | 121,542 | [ 4 ] |
| 盆唐線 | 乗車人員 | 未開業  | 未開業  | 未開業  | 2,432   | 4,026   | 7,588   | 7,858   | 8,243   | 9,096   | 9,113   | [ 5 ] |
| 盆唐線 | 降車人員 | 未開業  | 未開業  | 未開業  | 3,277   | 6,830   | 8,763   | 9,033   | 9,525   | 10,316  | 10,218  | [ 5 ] |
| 路線   | 路線     | 2010年  | 2011年  | 2012年  | 2013年  | 2014年  | 2015年  | 2016年  |         |         |         | 出典  |
| 2号線  | 乗車人員 | 62,300  | 62,536  | 60,795  | 57,239  | 57,030  | 55,413  | 54,316  |         |         |         | [ 4 ] |
| 2号線  | 降車人員 | 59,026  | 59,254  | 57,110  | 50,587  | 49,948  | 47,948  | 46,634  |         |         |         | [ 4 ] |
| 2号線  | 乗降人員 | 121,326 | 121,790 | 117,905 | 107,826 | 106,978 | 103,360 | 100,950 |         |         |         | [ 4 ] |
| 盆唐線 | 乗車人員 | 9,668   | 9,233   | 10,302  | 19,512  | 20,212  | 20,121  | 19,826  |         |         |         | [ 5 ] |
| 盆唐線 | 降車人員 | 10,884  | 10,681  | 12,274  | 21,996  | 22,641  | 23,673  | 23,767  |         |         |         | [ 5 ] |

## 駅周辺
- ポスコドシャプアパート
- 道谷初等学校
- 道成初等学校
- イーマート駅三店
- 国民銀行駅三支店
- 真善女子中・高等学校
- 江南雇用安全センター
- 国民健康保険公団
- 技術信用保証基金
- 企業銀行宣陵支店
- ソンボアパート
- 公務員年金管理公団
- 関税庁
- 国立映像刊行物製作所
- KT永東支店
- 江南区保健所
- 駅三郵便取扱所
- 三成洞郵便局
- 勤労福祉公団
- 江南登記所
- 三成税務署
- 宣靖陵[6]
- 三陵公園
- KRAプラザ宣陵店
- 清音会館
- L7江南

## 歴史
- 1982年12月23日 - ソウル特別市地下鉄公社（当時）2号線の駅として開業
- 2003年9月3日 - 盆唐線の駅が開業、乗換駅となる。
- 2006年7月 - 盆唐線の駅がグループ代表駅に指定。
- 2009年9月 - 盆唐線の駅が普通駅に格下げ。
- 2012年10月6日 - 盆唐線が往十里駅まで延伸開業。
- 2013年11月30日 - 盆唐線の急行の停車駅となる。

### 駅名の由来
駅付近にある朝鮮王朝第9代国王成宗の陵とその妃貞顕王后の陵の名称（2つをあわせて宣陵）に由来する。

## 隣の駅
ソウル交通公社
 2号線
三成駅 (219) - 宣陵駅 (220) - 駅三駅 (221)
韓国鉄道公社
 盆唐線
急行・緩行
宣靖陵駅 (K214) - 宣陵駅 (K215) - ハンティ駅 (K216)